# Сутягіно (Ковилкінський район)
Сутя́гіно (рос. Сутягино, ерз. Сутягино) — присілок у складі Ковилкінського району Мордовії, Росія. Входить до складу Великоазяського сільського поселення.
Населення — 97 осіб (2010; 139 у 2002).
Національний склад станом на 2002 рік:
- росіяни — 90 %